# Nathan Clifford
Nathan Clifford (Rumney, 18 agosto 1803 – Cornish, 25 luglio 1881) è stato un politico statunitense.

## Biografia
Fu il 20º procuratore generale degli Stati Uniti durante la presidenza di James Knox Polk (11º presidente).
Nato in una famiglia numerosa (i genitori ebbero sette figli) studiò in quella che in seguito venne chiamata New Hampton School. Alla sua morte il corpo venne seppellito nell'Evergreen Cemetery.

## Riconoscimenti
La scuola elementare Nathan Clifford situata a Portland prende il nome da lui.